# 黑土

黑土區

黑土，又稱黑土地，指的是一種極度適合農業的土質，因為其天然含有大量的磷酸、腐植質、磷、氨、鎂、鈣或铁等礦物質，所以在此土地上的農產品產量非常高，即使不使用化肥、不休耕也能滿足自然需要。
黑土地在地球上主要集中在三個地區，最多的是北美大平原北部、第二多的是东欧平原南部（基本覆蓋乌克兰全國）、第三多的中國东北平原的北部和中部（即三江平原），其餘還有小型的黑土地零零散散的分布在地球各處。
东欧平原的黑钙土形成于草原植被下，富含碳酸钙，所以烏克蘭的黑土地又叫作“黑鈣土”。三江平原的黑土形成于草原化草甸上，不含碳酸钙，但富含铁锰结核和二氧化硅粉末。。